# Enrico Intra
Enrico Intra (* 3. Juli 1935 in Mailand) ist ein italienischer Jazzpianist, Komponist und Orchesterleiter.

## Leben und Wirken
Intra hatte eine private Musikausbildung und leitete in den 1950er Jahren eigene Gruppen. 1960 nahm er am Wettbewerb La coppa del Jazz von Rai Radio 2 teil. In den 1960er Jahren gründete er den Mailänder Nachtclub Intra's Derby Club. Er arbeitete mit Pupo De Luca, Iva Zanicchi, Severino Gazzelloni, Claudio Cusmano, Bruno De Filippi, Marco Ratti, Victor Bacchetta, Pino Presti, Tullio De Piscopo, Gianni Bedori, Giancarlo Barigozzi und Sergio Farina zusammen. Auch spielte er mit Chet Baker, Lee Konitz und Milt Jackson. Seit Mitte der 1960er leitete er mehrfach das Orchester auf dem Sanremo-Festival. Seit 1962 legte er eigene Jazzalben vor.
1971 komponierte er eine Messe. Als Songwriter schrieb er mit Vito Pallavicini No amore, das in den Interpretationen von Giusy Romeo und Sacha Distel bekannt wurde (im Rahmen des Sanremo-Festivals 1968). Auch arrangierte er für Francesco Guccini (Un altro giorno è andato/Il bello, 1968) und komponierte für den Film.
Mit Franco Cerri arbeitet er seit 1980 im Duo; mit ihm rief er auch Musica Oggi als Gesellschaft zur Förderung des Jazz ins Leben und veranstaltete die Jazzkurse Civici Corsi di Jazz di Milano. 1987 gründete er das von ihm bis heute geleitete Civica Orchestra Jazz di Milano, mit dem er 2007 ein Duke Ellington gewidmetes Programm vorlegte. Auch arbeitete er mit Markus Stockhausen, Roberto Fabbriciani, Mauro Negri, Franco D’Andrea und Marco Vaggi zusammen.

## Werke
- La Messa d’Oggi (1971, RFL ST 14043 Ri-Fi)
- Archetipo (Suite für Sextett mit Violoncello und Oboe)
- Contro la seduzione
- Dissonanza-Consonanza
- The Blues
- Nosferatu
- Bach-Cage-Intra
- Nuova civiltà

## Diskographische Hinweise
- Jazz in Studio, Columbia, 1962 (mit Pallino Salonia, Pupo De Luca)
- To the Victims of Vietnam,  Ri-Fi, 1974
- Paopop / Adagio (7"), Ri-Fi, 1975
- Gerry Mulligan meets Enrico Intra, Produttori Associati, 1976
- The Blues, CD, Album, Dire, 1991
- Wach im Dunklen Garten. Instrumentalmusik nach Gregorianischen Gesängen Kreuz, CD, 1999
- Bernstein/Gershwin/Rodgers, mit der Civica Jazz Band und Franco Cerri, Soul Note, CD, 2000
- Live!, Distr. IRD, CD, 2005
- Le case di Berio, Audio-CD, Album,  Rai Trade, Alfa Music, 2005[2]
- Like Monk, Alfa Music, Audio-CD, 2006
- Franco Cerri & Enrico Intra  Jazz Italiano Live 2007, MAG 2007
- David Liebman/Enrico Intra Liebman meets Intra Contenuto Alfa Music, CD, 2008
- Franco Ambrosetti/Enrico Intra Live In Milan, Duo, Trio, Quartet, CD, Album, Albore Jazz, 2009